# Olaus Skarsem
Olaus Jair Skarsem (Trondheim, 2 luglio 1998) è un calciatore norvegese, centrocampista del CSKA Sofia.

## Carriera

### Club
Skarsem è cresciuto nelle giovanili dell'Astor, per entrare poi a far parte di quelle del Rosenborg. Il 13 aprile 2016 si è accomodato in panchina in occasione della sfida valida per il primo turno del Norgesmesterskapet tra Åfjord e Rosenborg, terminato con una vittoria per 0-3 della sua squadra: è sceso in campo in sostituzione di Anders Konradsen e ha segnato il gol che ha fissato il punteggio sul risultato finale.
Il 6 dicembre 2017 ha firmato il primo contratto professionistico con il Rosenborg, valido per tre stagioni, ed è stato promosso in prima squadra a tutti gli effetti. Il 26 aprile 2018 ha sostituito Nicklas Bendtner nella vittoria per 0-1 sul Lillestrøm, sfida che ha assegnato il Mesterfinalen al Rosenborg.
L'8 gennaio 2019 è passato al Ranheim con la formula del prestito. Ha debuttato in Eliteserien il 31 marzo, schierato titolare nella sconfitta interna per 1-2 contro il Tromsø. Il successivo 19 maggio è arrivata la prima rete, nella vittoria per 1-3 in casa del Sarpsborg 08.
Il 14 gennaio 2020, il Kristiansund BK ha ufficializzato l'acquisto di Skarsem, che ha firmato un contratto triennale con il nuovo club. Ha debuttato il 16 giugno, schierato titolare nel pareggio per 0-0 in casa del Rosenborg. Il 29 luglio ha siglato il primo gol, nel 3-1 sul Sandefjord.
Il 27 luglio 2021 è stato ufficializzato il suo ritorno al Rosenborg: ha firmato un accordo fino al 31 dicembre 2024, che sarebbe stato ratificato il 1º agosto, con la riapertura del calciomercato locale. Ha scelto la maglia numero 21. Lo stesso 1º agosto ha giocato la prima partita in squadra, nella vittoria per 1-11 contro l'Orkla: è stato autore di una doppietta, con cui ha contribuito al superamento del secondo turno del Norgesmesterskapet.
Il 10 gennaio 2024 è approdato ai bulgari del CSKA Sofia.

### Nazionale
Skarsem ha rappresentato la Norvegia a livello Under-18 e Under-21. Per quanto concerne quest'ultima selezione, ha debuttato il 10 giugno 2019: è stato schierato titolare nella vittoria per 2-3 contro la Danimarca, ad Horsens.

## Statistiche

### Presenze e reti nei club
Statistiche aggiornate al 10 gennaio 2024.
| Stagione               | Club                   | Campionato             | Campionato | Campionato | Coppe nazionali | Coppe nazionali | Coppe nazionali | Coppe continentali | Coppe continentali | Coppe continentali | Supercoppe | Supercoppe | Supercoppe | Totale | Totale |
| Stagione               | Club                   | Comp                   | Pres       | Reti       | Comp            | Pres            | Reti            | Comp               | Pres               | Reti               | Comp       | Pres       | Reti       | Pres   | Reti   |
| ---------------------- | ---------------------- | ---------------------- | ---------- | ---------- | --------------- | --------------- | --------------- | ------------------ | ------------------ | ------------------ | ---------- | ---------- | ---------- | ------ | ------ |
| 2016                   | Rosenborg              | ES                     | 0          | 0          | CN              | 1               | 1               | UCL+UEL            | 0                  | 0                  | -          | -          | -          | 1      | 1      |
| 2017                   | Rosenborg              | ES                     | 0          | 0          | CN              | 0               | 0               | UCL+UEL            | 0                  | 0                  | SN         | 0          | 0          | 0      | 0      |
| 2018                   | Rosenborg              | ES                     | 0          | 0          | CN              | 1               | 0               | UCL+UEL            | 0+1                | 0                  | SN         | 1          | 0          | 3      | 0      |
| 2019                   | Ranheim                | ES                     | 21         | 1          | CN              | 3               | 2               | -                  | -                  | -                  | -          | -          | -          | 24     | 3      |
| 2020                   | Kristiansund BK        | ES                     | 26         | 3          | -               | -               | -               | -                  | -                  | -                  | -          | -          | -          | 26     | 3      |
| gen.-lug. 2021         | Kristiansund BK        | ES                     | 13         | 0          | CN              | 0               | 0               | -                  | -                  | -                  | -          | -          | -          | 26     | 3      |
| Totale Kristiansund BK | Totale Kristiansund BK | Totale Kristiansund BK | 39         | 3          |                 | 0               | 0               |                    | -                  | -                  |            | -          | -          | 39     | 3      |
| lug.-dic. 2021         | Rosenborg              | ES                     | 16         | 1          | CN              | 2               | 2               | UECL               | 3                  | 0                  | -          | -          | -          | 21     | 3      |
| 2022                   | Rosenborg              | ES                     | 25         | 0          | CN              | 2               | 0               | -                  | -                  | -                  | -          | -          | -          | 27     | 0      |
| 2023                   | Rosenborg              | ES                     | 19         | 2          | CN              | 1               | 0               | -                  | -                  | -                  | -          | -          | -          | 20     | 2      |
| Totale Rosenborg       | Totale Rosenborg       | Totale Rosenborg       | 60         | 3          |                 | 7               | 3               |                    | 4                  | 0                  |            | 1          | 0          | 72     | 6      |
| gen.-giu. 2024         | CSKA Sofia             | A-PFG                  | 0          | 0          | CB              | 0               | 0               | UECL               | -                  | -                  | -          | -          | -          | 0      | 0      |
| Totale                 | Totale                 | Totale                 | 120        | 7          |                 | 10              | 5               |                    | 4                  | 0                  |            | 1          | 0          | 135    | 12     |

## Palmarès

### Club

#### Competizioni giovanili
- Norgesmesterskapet G19: 1

Rosenborg: 2015